# Nadie como ella
"Nadie Como Ella" es una canción escrita por Omar Alfanno e interpretada por el cantante estadounidense Marc Anthony en su álbum de estudio Todo a Su Tiempo (1995) y fue lanzada como el tercer sencillo del álbum.  Un vídeo musical de la canción fue lanzado en 1995 y presenta a la actriz puertorriqueña Roselyn Sánchez. El crítico de Cashbox, Héctor Reséndez, comentó sobre el video que "el actor-cantante ofrece su mejor interpretación en video al estar completamente enamorado de una bella mujer".  Una versión en vivo de la canción fue incluida en el álbum recopilatorio de Anthony Éxitos Eternos (2003). 

## Listas
| Listas (1995)    | Máxima posición |
| ---------------- | --------------- |
| Hot Latin Songs  | 13              |
| Tropical Airplay | 1               |